# Bruno Cremer
Bruno Cremer (Saint-Mandé, 6 ottobre 1929 – Parigi, 7 agosto 2010) è stato un attore francese.

## Biografia
Bruno Cremer nacque a Saint-Mandé, presso Parigi, figlio di una musicista belga, originaria delle Fiandre, Jeanne Henriette Rullaert, e di un uomo d'affari di Lilla, Georges Alfred Joseph Cremer, che prese la nazionalità belga nel 1914 perché la Francia lo giudicò troppo giovane per servire la Patria durante la prima guerra mondiale. Primogenito di tre fratelli, passò l'infanzia a Parigi a Place de la Nation. Calcò la scena teatrale a soli 12 anni. Divenne cittadino francese alla maggiore età, 18 anni.
Dopo gli studi di recitazione, iniziò una promettente carriera di attore teatrale nella piéce Robinson di Jules Supervielle, in scena al Théâtre de l'Œuvre di Parigi. Negli anni successivi fu molto attivo sui palcoscenici francesi, dove partecipò a pièces di Oscar Wilde (Un marito ideale), Jean Anouilh (Pauvre Bitos ou le Dîner de têtes) e William Shakespeare (Riccardo II, nel ruolo di Lord Willoughby).
Al cinema debuttò negli anni cinquanta, prima con un breve ruolo ne I denti lunghi (1953), diretto da Daniel Gélin, quindi nel 1957 con una parte più consistente in Godot di Yves Allégret, una coproduzione franco-tedesca. Dopo una serie di ruoli secondari, ebbe l'opportunità di emergere con un'interpretazione di asciutto rigore e di grande carattere nella pellicola 317º battaglione d'assalto (1964). Con il personaggio di un freddo e imperturbabile ufficiale alsaziano, impegnato sul fronte indocinese durante la fase terminale dell'occupazione francese, Cremer fornì una prova di grande intensità drammatica, che diede una svolta decisiva alla sua carriera.
Nella seconda metà degli anni sessanta, l'attore ottenne ruoli di primo piano in produzioni quali Parigi brucia? (1966) di René Clément, Il 13º uomo (1967) di Costa Gavras, e La banda Bonnot (1968) di Philippe Fourastié, nel quale interpretò con profilo deciso e beffardo il famoso bandito anarchico Jules Bonnot, terrore della polizia prima di soccombere in uno scontro a fuoco.
Tra le altre sue migliori interpretazioni cinematografiche sono da citare Il caso "Venere privata" (1970) di Yves Boisset, nel quale Cremer prestò il fisico e il volto al personaggio di Duca Lamberti, un ex-medico e detective free-lance, nato dalla penna dello scrittore Giorgio Scerbanenco, e Lo sparviero (1976) di Philippe Labro, nel quale vestì i panni della Iena, un freddo killer al soldo di un'organizzazione della malavita francese.
Nel 1988 interpretò Furore e grida, diretto dal regista Jean-Claude Brisseau, mentre nel 1989 recitò nel quarto capitolo de La piovra, dove interpretò l'inquietante affarista Antonio Espinosa (presente anche nel quinto e nel sesto capitolo), e nel 1991 indossò per la prima volta i panni del commissario Maigret, il famoso personaggio nato dalla penna di Georges Simenon. Continuerà in questo ruolo sino al 2005, nei 54 episodi della serie televisiva Il commissario Maigret, una produzione franco-belga-svizzera, che lo portò al successo nel mondo francofono e non solo.
Colpito da diversi anni da un tumore alla lingua e alla faringe causato da abuso di tabacco (infatti, fu per tutta la vita un incallito fumatore di sigari), morì il 7 agosto 2010 in un ospedale di Parigi, all'età di 80 anni.

## Filmografia parziale

### Cinema
- I denti lunghi (Les dents longues), regia di Daniel Gélin (1953) - non accreditato
- Godot (Quand la femme s'en mêle), regia di Yves Allégret (1957)
- 317º battaglione d'assalto (La 317e Section), regia di Pierre Schoendoerffer (1965)
- Le meravigliose avventure di Marco Polo (Lo scacchiere di Dio) (La fabuleuse aventure de Marco Polo), regia di Denys de La Patellière e Raoul Lévy (1965)
- Parigi brucia? (Paris brûle-t-il?), regia di René Clément (1967)
- Il 13º uomo (Un homme de trop), regia di Costa Gavras (1967)
- Lo straniero, regia di Luchino Visconti (1967)
- La banda Bonnot (La bande à Bonnot), regia di Philippe Fourastié (1968)
- Un killer per Sua Maestà, regia di Federico Chentrens (1968)
- Il caso "Venere privata" (Cran d'arrêt), regia di Yves Boisset (1970)
- L'amante dell'Orsa Maggiore, regia di Valentino Orsini (1971)
- L'attentato (L'attentat), regia di Yves Boisset (1972)
- Il clan del quartiere latino (Sans sommation), regia di Bruno Gantillon (1973)
- La polizia indaga: siamo tutti sospettati (Les suspects), regia di Michel Wyn (1974)
- Un'orchidea rosso sangue (La chair de l'orchidée), regia di Patrice Chéreau (1975)
- L'affare della Sezione Speciale (Section spéciale), regia di Costa Gavras (1975)
- La fabbrica degli eroi (Le bon et les méchants), regia di Claude Lelouch (1976)
- Lo sparviero (L'alpagueur), regia di Philippe Labro (1976)
- Il salario della paura (Sorcerer), regia di William Friedkin (1977)
- Eternità... e un giorno ancora (L'Ordre et la sécurité du monde), regia di Claude d'Anna (1978)
- Una donna semplice (Une Histoire simple), regia di Claude Sautet (1978)
- Commando d'assalto (La légion saute sur Kolwezi), regia di Raoul Coutard (1980)
- Alzati spia (Espion, lève-toi), regia di Yves Boisset (1982)
- Un jeu brutal, regia di Jean-Claude Brisseau (1983)
- Passione violenta (Fanny Pelopaja), regia di Vicente Aranda (1984)
- Le Transfuge, regia di Philippe Lefebvre (1985)
- Lui portava i tacchi a spillo (Tenue de soirée), regia di Bertrand Blier (1986)
- Furore e grida (De bruit et de fureur), regia di Jean-Claude Brisseau (1988)
- Noce blanche, regia di Jean-Claude Brisseau (1989)
- Atto di dolore, regia di Pasquale Squitieri (1990)
- Money - Intrigo in nove mosse (Money), regia di Steven Hilliard Stern (1991)
- Sotto la sabbia (Sous la sable), regia di François Ozon (2000)

### Televisione
- Il labirinto nello specchio (Le Regard dans le miroir), regia di Jean Chapot – miniserie TV (1985)
- La piovra – serie TV, 17 episodi (1989-1992)
- Il commissario Maigret (Maigret) – serie TV, 54 episodi (1991-2005)

## Doppiatori italiani
Nelle versioni italiane dei suoi film è stato doppiato da:
- Luciano De Ambrosis in Lo sparviero e Il salario della paura
- Vittorio Di Prima in Atto di dolore, Money - Intrigo in nove mosse
- Giuseppe Rinaldi in Parigi brucia?
- Sergio Graziani ne Il caso Venere privata
- Sergio Rossi in Alzati spia
- Bruno Alessandro in Sotto la sabbia
- Franco Zucca in Il commissario Maigret (film 1-11)
- Paolo Buglioni in Il commissario Maigret (film 12-54 + ridoppiaggio film 1-11)
- Ferruccio Amendola in La piovra

## Onorificenze
- 1988 - Cavaliere della Legion d'onore
- 1990 - Bayard d'Or, meilleur comédien, per Tumultes di Bertrand Van Effenterre, festival du film francophone de Namur
- 2001 - Premio miglior attore, per Mon père, il m'a sauvé la vie di José Giovanni, festival du film d'action et d'aventure de Valenciennes
- 2003 - Ufficiale della Legion d'onore (decreto del 31 dicembre 2003), la decorazione gli fu consegnata nel 2008 dall'amico produttore Pierre Schoendoerffer[6]